# Callapoecus guttatus
Callapoecus guttatus är en skalbaggsart som beskrevs av Bates 1884. Callapoecus guttatus ingår i släktet Callapoecus och familjen långhorningar. Inga underarter finns listade.